# Старокримська міська рада
Старокри́мська міська́ ра́да — адміністративно-територіальна одиниця та орган місцевого самоврядування в Кіровському районі Автономної Республіки Крим. Адміністративний центр — місто Старий Крим.

## Загальні відомості
- Територія ради: 99,7 км²
- Населення ради: 9 446 осіб (станом на 1 січня 2011 року)
- Водоймища на території, підпорядкованій даній раді: річка Чурук-Су, Монастирське водосховище

## Населені пункти
Міській раді підпорядковані населені пункти:
- м. Старий Крим

## Склад ради
Рада складається з 34 депутатів та голови.
- Голова ради: Котюк Петро Максимович

### Керівний склад попередніх скликань
| Прізвище, ім'я, по батькові    | Основні відомості                                                       | Дата обрання | Дата звільнення |
| ------------------------------ | ----------------------------------------------------------------------- | ------------ | --------------- |
| Чебишев Димитрий Костянтинович | Міський голова, 1951 року народження, член Народно-демократичної партії | 26.03.2006   | 31.10.2010      |
| Котюк Петро Максимович         | Міський голова, 1957 року народження, освіта вища, член Партії регіонів | 31.10.2010   |                 |

Примітка: таблиця складена за даними сайту Верховної Ради України

### Депутати
За результатами місцевих виборів 2010 року депутатами ради стали:

#### За суб'єктами висування
| Суб'єкт висування                                       | Кількість обраних депутатів | %    |
| ------------------------------------------------------- | --------------------------- | ---- |
| Партія регіонів                                         | 19                          | 55,9 |
| Політична партія Народний Рух України                   | 9                           | 26,5 |
| Комуністична партія України                             | 4                           | 11,8 |
| Партія «Союз»                                           | 1                           | 2,9  |
| Політична партія Всеукраїнське об'єднання «Батьківщина» | 1                           | 2,9  |

#### За округами
| № округу                                                | Прізвище, ім'я, по батькові      | Дата визнання обраним | Освіта             | Партійна приналежність                        | Відомості про обраного депутата                              |
| ------------------------------------------------------- | -------------------------------- | --------------------- | ------------------ | --------------------------------------------- | ------------------------------------------------------------ |
| Комуністична партія України                             |                                  |                       |                    |                                               |                                                              |
| б/м                                                     | Швальов Сергій Геннадійович      | 04.11.2010            | вища               | член Комуністичної партії України             | Старокримська НВК № 3, вчитель                               |
| б/м                                                     | Малигін Леонід Павлович          | 04.11.2010            | вища               | член Комуністичної партії України             | ВАТ «Бутдеталь», головний інженер                            |
| 7                                                       | Залевський Іосип Станіславович   | 04.11.2010            | середня            | член Комуністичної партії України             | пенсіонер                                                    |
| 10                                                      | Попова Валентина Анатоліївна     | 04.11.2010            | середня            | член Комуністичної партії України             | Кіровське товариство мисливців, бухгалтер                    |
| Партія регіонів                                         |                                  |                       |                    |                                               |                                                              |
| б/м                                                     | Гулящих Людмила Іванівна         | 04.11.2010            | вища               | член Партії регіонів                          | Старокримська міська рада, секретар                          |
| б/м                                                     | Пехлак Людмила Вікторівна        | 04.11.2010            | вища               | член Партії регіонів                          | Старокримська НВК № 1 «Школа-гімназія», заступник директора  |
| б/м                                                     | Макаренко Віктор Степанович      | 04.11.2010            | середня            | член Партії регіонів                          | приватний підприємець                                        |
| б/м                                                     | Григор'єв Микола Анатолійович    | 04.11.2010            | вища               | член Партії регіонів                          | ДСУ 45 ОАО «Юждорстрой», інженер                             |
| б/м                                                     | Пономаренко Тетяна Віталіївна    | 04.11.2010            | вища               | член Партії регіонів                          | Старокримська районна лікарня, лікар                         |
| б/м                                                     | Замірайло Петро Іванович         | 04.11.2010            | вища               | член Партії регіонів                          | ДП «Старокримське ЛМГ», головний лісничий                    |
| б/м                                                     | Бородай Олена Миколаївна         | 04.11.2010            | вища               | член Партії регіонів                          | Старокримське КТВП, директор                                 |
| б/м                                                     | Челенкіді Харлампій Георгійович  | 04.11.2010            | середня            | член Партії регіонів                          | Старокримське КТВП, старший контролер ринку                  |
| б/м                                                     | Григор'єв Анатолій Олексійович   | 04.11.2010            | середня            | член Партії регіонів                          | Судакське ДЄУ, начальник                                     |
| 1                                                       | Шестаков Віктор Олексійович      | 04.11.2010            | вища               | член Партії регіонів                          | Старок римська міська районна лікарня, лікар                 |
| 2                                                       | Туз Галина Володимирівна         | 23.12.2012            | середня спеціальна | член Партії регіонів                          | пенсіонерка                                                  |
| 3                                                       | Веніосов Вадим Валентинович      | 04.11.2010            | середня            | член Партії регіонів                          | пожежна частина м. Старий Крим, начальник караулу            |
| 6                                                       | Круть Надія Іванівна             | 04.11.2010            | вища               | член Партії регіонів                          | Старокримська міська районна лікарня, лікар                  |
| 8                                                       | Євсєєнко Сергій Олександрович    | 04.11.2010            | вища               | член Партії регіонів                          | приватний підприємець                                        |
| 9                                                       | Власов Миколай Юрійович          | 04.11.2010            | вища               | член Партії регіонів                          | приватний підприємець                                        |
| 11                                                      | Пушкар Сергій Миколайович        | 04.11.2010            | вища               | член Партії регіонів                          | Старокримський УВК № 1 «Школа-гімназія», заступник директора |
| 12                                                      | Єгоров Володимир Іванович        | 04.11.2010            | вища               | член Партії регіонів                          | ДП Сатрокримського ЛМГ, помічних лісничого                   |
| 13                                                      | Шмардін Анатолій Миколайович     | 04.11.2010            | вища               | член Партії регіонів                          | тимчасово не працює                                          |
| 14                                                      | Загінайло Юрій Іванович          | 04.11.2010            | середня            | член Партії регіонів                          | ДП Старокримського ЛМГ, помічник лісничого                   |
| Партія «Союз»                                           |                                  |                       |                    |                                               |                                                              |
| б/м                                                     | Хмелевський Олександр Вікторович | 04.11.2010            | вища               | член Партії «Союз»                            | нотаріальна контора м. Старий Крим, приватний нотаріус       |
| Політична партія Всеукраїнське об'єднання «Батьківщина» |                                  |                       |                    |                                               |                                                              |
| б/м                                                     | Максутова Зладіха Шихаметівна    | 04.11.2010            | вища               | член Всеукраїнського об'єднання «Батьківщина» | приватний підприємець                                        |
| Політична партія Народний Рух України                   |                                  |                       |                    |                                               |                                                              |
| б/м                                                     | Абібулаєва Леває Шукріївна       | 04.11.2010            | вища               | позапартійна                                  | Старокримська загальноосвітня школа № 2, заступник директора |
| б/м                                                     | Ісмаілов Длявер Ільясович        | 04.11.2010            | вища               | член Народного Руху України                   | тимчасово не працює                                          |
| б/м                                                     | Сейтаблаєв Алім Куртсеїдович     | 04.11.2010            | вища               | позапартійний                                 | тимчасово не працює                                          |
| б/м                                                     | Челебі Рустем Гафарович          | 04.11.2010            | вища               | позапартійний                                 | приватний підприємець                                        |
| 4                                                       | Ільясов Алім Ільмійович          | 04.11.2010            | вища               | член Народного Руху України                   | тимчасово не працює                                          |
| 5                                                       | Джалалов Іскендер Фірдесович     | 04.11.2010            | вища               | член Народного Руху України                   | приватний підприємець                                        |
| 15                                                      | Муєдинов Рахмі Серверович        | 04.11.2010            | вища               | член Народного Руху України                   | приватний підприємець                                        |
| 16                                                      | Бейтулаєв Єміль Музейрович       | 04.11.2010            | вища               | член Народного Руху України                   | приватний підприємець                                        |
| 17                                                      | Гамма Алім Усеінович             | 04.11.2010            | вища               | член Народного Руху України                   | приватний підприємець                                        |